# Gounn
„GOUNN” – dziesiąty singel japońskiego zespołu Momoiro Clover Z, wydany w Japonii przez Starchild 6 listopada 2013 roku. Singel został wydany w dwóch edycjach: regularnej i limitowanej.
Singel osiągnął 2 pozycję w rankingu Oricon i pozostał na liście przez 15 tygodni, sprzedał się w nakładzie 96 296 egzemplarzy. Utwór Momoiro taiko dodonga bushi został użyty w grze Namco Bandai Taiko no tatsujin. Singel zdobył status złotej płyty.

## Lista utworów
| CD (wer. regularna)     |                                                                             |                         |                       |                       |      |
| Nr                      | Tytuł                                                                       | Słowa                   | Kompozycja            | Aranżacja             | Czas |
| 1.                      | "GOUNN"                                                                     | Natsumi Tadano          | Shihori               | Atsushi Kimura        | 5:46 |
| 2.                      | "Itsuka kimi ga" (jap. いつか君が)                                          | Momoiro Clover Z & miwa | miwa                  | Naoki-T               | 4:37 |
| 3.                      | "Momoiro taiko dodonga bushi" (jap. ももいろ太鼓どどんが節)                 | Masuko Naozumi          | Tomoyasu Kamiharako   | Dohatsuten            | 4:04 |
| 4.                      | "GOUNN" (off vocal ver)                                                     |                         | Shihori               | Atsushi Kimura        | 5:46 |
| 5.                      | "Itsuka kimi ga" (jap. いつか君が) (off vocal ver)                          |                         | miwa                  | Naoki-T               | 4:37 |
| 6.                      | "Momoiro taiko dodonga bushi" (jap. ももいろ太鼓どどんが節) (off vocal ver) |                         | Tomoyasu Kamiharako   | Dohatsuten            | 4:04 |
| CD (wer. limitowana)    |                                                                             |                         |                       |                       |      |
| Nr                      | Tytuł                                                                       | Słowa                   | Kompozycja            | Aranżacja             | Czas |
| 1.                      | "GOUNN"                                                                     | Natsumi Tadano          | Shihori               | Atsushi Kimura        | 5:46 |
| 2.                      | "Itsuka kimi ga" (jap. いつか君が)                                          | Momoiro Clover Z & miwa | miwa                  | Naoki-T               | 4:37 |
| 3.                      | "GOUNN" (off vocal ver)                                                     |                         | Shihori               | Atsushi Kimura        | 5:46 |
| 4.                      | "Itsuka kimi ga" (jap. いつか君が) (off vocal ver)                          |                         | miwa                  | Naoki-T               | 4:37 |
| DVD (wer. limitowana A) |                                                                             |                         |                       |                       |      |
| Nr                      | Tytuł                                                                       | Tytuł                   | Tytuł                 | Tytuł                 | Czas |
| 1.                      | "GOUNN" (Music video)                                                       | "GOUNN" (Music video)   | "GOUNN" (Music video) | "GOUNN" (Music video) |      |

## Notowania
| Lista                                          | Pozycja |
| ---------------------------------------------- | ------- |
| Oricon Daily Singles Chart                     | 1       |
| Oricon Weekly Singles Chart                    | 2       |
| Oricon Monthly Singles Chart                   | 6       |
| Oricon Yearly Singles Chart                    | 79      |
| Billboard Japan Hot 100                        | 2       |
| Billboard Japan Hot Singles Sales              | 2       |
| Billboard Japan Hot Top Airplay                | 6       |
| Billboard Japan Hot Adult Contemporary Airplay | 7       |